# ORP Kormoran (2015)
ORP Kormoran (601) – polski niszczyciel min, okręt prototypowy typu Kormoran II, pozostający w służbie Marynarki Wojennej od 2017 roku. Został zwodowany 4 września 2015 roku w stoczni Remontowa Shipbuilding w Gdańsku.
Jednostka zgodnie z myślą założeń Ministerstwa Obrony Narodowej jej główne zadania to poszukiwanie, klasyfikacja, identyfikacja i zwalczanie min morskich, rozpoznanie torów wodnych, przeprowadzanie jednostek przez akweny zagrożenia minowego, stawianie min oraz zdalne sterowanie samobieżnymi platformami przeciwminowymi.

## Budowa
Kontrakt między Inspektoratem Uzbrojenia a konsorcjum stoczni Remontowa Shipbuilding SA, Ośrodka Badawczo-Rozwojowego Centrum Techniki Morskiej w Gdyni i Stoczni Marynarki Wojennej SA na budowę prototypu niszczyciela min oraz dwóch jednostek seryjnych został zawarty 23 września 2013 roku. Kilka tygodni później w basenie Centrum Techniki Okrętowej rozpoczęto testy modelu jednostki, zaprojektowanej przez Remontowa Marine Design & Consulting, zaś w kwietniu 2014 roku odbyła się uroczystość palenia pierwszych blach, rozpoczynająca budowę okrętu. Kilka miesięcy później, 23 września tego samego roku, miało miejsce uroczyste położenie stępki w stoczni Remontowa, dzień później zaś uroczystość cięcia blach. Z uwagi na stal amagnetyczną, spawanie blach kadłuba przeprowadzono w sterylnej hali z kontrolowaną temperaturą wnętrza.
ORP „Kormoran” został zwodowany 4 września 2015 roku w Gdańsku, w obecności premier Ewy Kopacz, matką chrzestną okrętu została wdowa po dowódcy Marynarki Wojennej admirale Andrzeju Karwecie – Maria Jolanta Karweta. Po wodowaniu jednostki rozpoczęto proces jej wyposażania oraz kompletowania załogi, a w drugiej połowie września tego roku rozpoczęto także instalację uzbrojenia okrętu. „Kormoran” stał się pierwszym od 23 lat okrętem całkowicie zaprojektowanym i zbudowanym w Polsce.
W kwietniu 2016 roku okręt poddano stu kilkudziesięciu testom na uwięzi, zmierzającym do sprawdzenia wszystkich mechanizmów i systemów okrętowych, zaś 13 lipca okręt wyszedł ze stoczni celem przeprowadzenia testów morskich. Prace nad okrętem zakończyły się 31 marca 2017 roku. 17 października 2017 zakończono, trwające od 19 czerwca, państwowe badania kwalifikacyjne.

## Konstrukcja

### Opis ogólny
Kadłub okrętu o długości 58,5 metra, szerokości 10,3 metra i wyporności 830 ton, został wykonany z austenicznej stali nierdzewnej, zapewniającej zmniejszenie wykrywalności pól fizycznych okrętu. Wybór stali austenicznej podyktowany był jej bardzo niską przenikalnością magnetyczną oraz nierdzewnością. Długość między pionami okrętu wynosi 55,58 metra, szerokość na wodnicy pływania 9,75 metra, zaś wysokość do pokładu nadbudówki 6,4 metra. Wysokość do pokładu głównego na rufie wynosi 4,7 metra, natomiast zanurzenie konstrukcyjne jednostki 2,7 metra. Kadłub składa się z 9 przedziałów wodoszczelnych, podzielonych konstrukcyjnie na 33 zbudowane oddzielnie, a następnie połączone sekcje. Okręt posiada klasę lodową L-3. Kształt kadłuba i nadbudówki optymalizowany jest dla zmniejszenia skutecznej powierzchni odbicia radiolokacyjnego.
W skład siłowni okrętu wchodzą dwa silniki wysokoprężne MTU 8V369TE74L o mocy wyjściowej 1000 kW – 1360 KM, uzupełniane przez trzy zespoły prądotwórcze MTU 6R1600M20S o mocy znamionowej po 380 kVA każdy. Napęd okrętu przenoszony jest przez wały na dwa pędniki cykloidalne Voith-Schneider Voith Turbo 21 GH/160. W celu zwiększenia manewrowości jednostki przy jednoczesnym zwiększeniu poziomu bezpieczeństwa okrętu, ORP „Kormoran” wyposażony został także w strumieniowy ster dziobowy Schottel STT 170 AMAG o mocy 100 kW. Tak skonfigurowany układ napędowy umożliwia poruszanie się jednostki z prędkością co najmniej 15 węzłów, oraz zapewnia zasięg nie mniejszy niż 2500 mil morskich.
Konstrukcja okrętu umożliwia jego obsługę przy standardowej obsadzie załogi liczącej 45 osób, zapewniając jednak miejsca dla dodatkowych 7 osób. „Kormoran” przystosowany jest do operowania w warunkach zagrożenia bronią jądrową, biologiczną oraz chemiczną.

### Wyposażenie

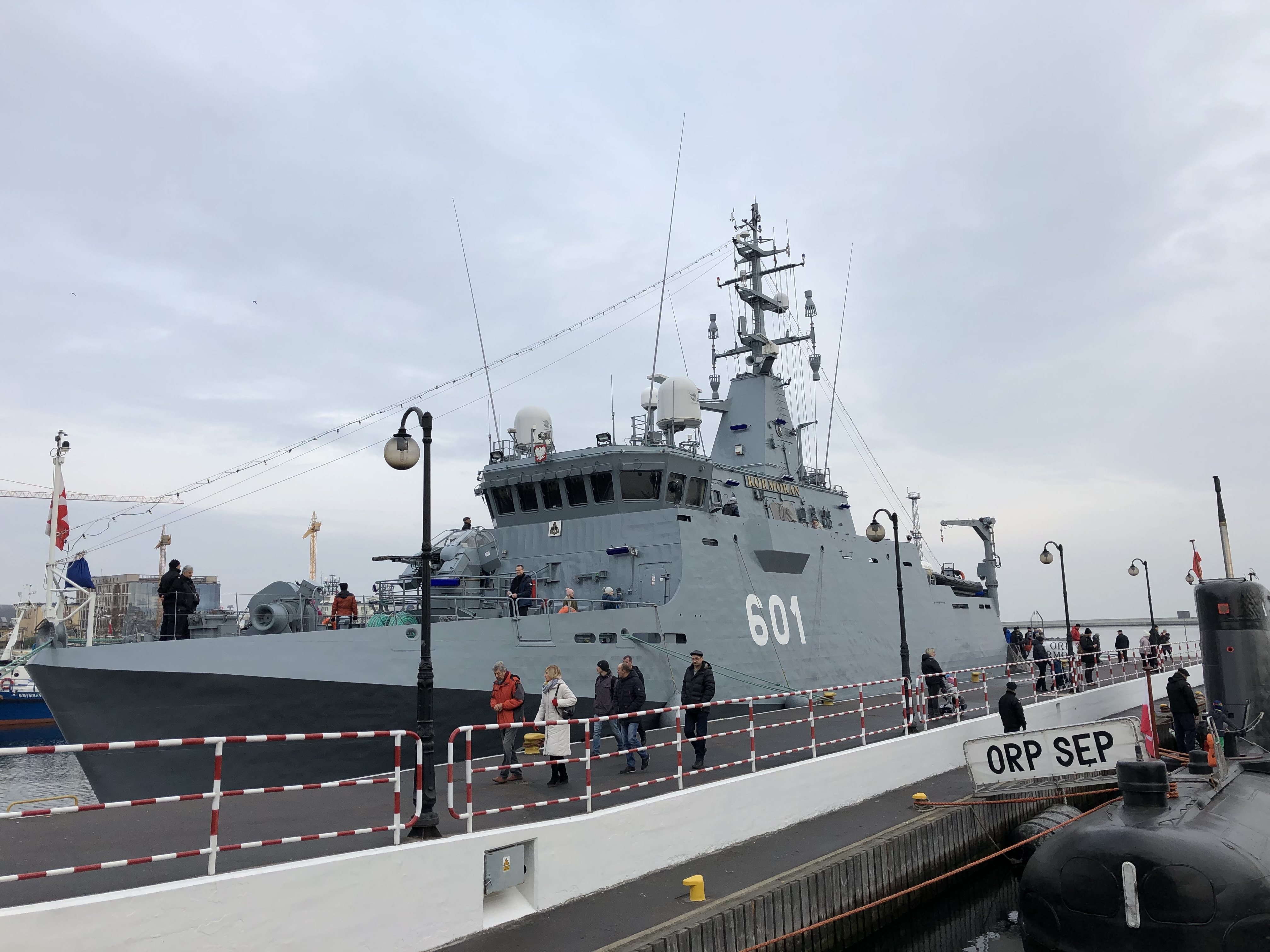
ORP Kormoran (w prawym dolnym rogu: ORP Sęp) w Gdyni podczas Stulecia Marynarki Wojennej, listopad 2018 rok. Dobrze widoczne są 4 długie anteny łączności satelitarnej.

Podstawowym wyposażeniem okrętu są środki techniczne umożliwiające wykrywanie oraz likwidację zagrożeń minowych takie jak sonary: podkilowy SHL-101/TM i samobieżny SHL-300 o zmiennej głębokości zanurzenia, zdalnie sterowane pojazdy podwodne wielokrotnego i jednorazowego użytku, bezzałogowy pojazd podwodny Saab Double Eagle Mark III, pojazd bezzałogowy Kongsberg Hugin oraz polskie pojazdy bezzałogowe Morświn, służące do identyfikacji obiektów minopodobnych i niszczenia min morskich za pomocą zdalnie odpalanych ładunków wybuchowych "Toczek".
„Kormoran” otrzymał dwa radary nawigacyjne firmy Raytheon pracujące w paśmie X i paśmie S, a także optoelektroniczną głowicę obserwacyjną Indra Sistemas SEOTS. Dodatkowo wyposażony jest w system łączności satelitarnej, transpondery systemów satelitarnych swój – obcy BAE Systems APX-123 CXP 1008939G-11 oraz transpondery systemu identyfikacji pozycji Saab Supreeme. Okręt wyposażony jest w system WECDIS (Warship Electronic Chart Display and Information System) – wojskowy system zobrazowania elektronicznej mapy i informacji nawigacyjnej. Dodatkowym źródłem informacji dla radarów oraz WECDIS jest system automatycznej identyfikacji statków AIS.
Podstawowy układ bojowy okrętu stanowi opracowany przez Ośrodek Badawczo-Rozwojowy Centrum Techniki Morskiej system zarządzania walką SCOT-M (Ship Combat Tactical System), umożliwiający integrację podsystemów okrętowych, wymianę informacji z zewnętrznymi systemami dowodzenia i kierowania, tworzenie rozpoznanego obrazu sytuacji taktycznej, przetwarzanie otrzymanej informacji i rekomendację różnych wariantów realizacji zadań, symulację działań oraz ich rejestrację.
Na wyposażeniu okrętu znajdują się instalacje demagnetyzacyjne, jednostka ma także możliwość przenoszenia dwóch łodzi hybrydowych typu TM-609IB. W chwili wejścia do służby, okręt oceniany był w literaturze jako najnowocześniejszy i prawdopodobnie najlepiej wyposażony okręt przeciwminowy na świecie.

### Uzbrojenie
W skład uzbrojenia okrętu wchodzi podwójnie sprzężona przeciwlotnicza armata automatyczna ZU-23-2MR Wróbel II kalibru 23 mm (bez wyrzutni rakietowych) oraz trzy wielkokalibrowe karabiny maszynowe WKM-Bm kalibru 12,7 mm na podstawach słupkowych z osłonami balistycznymi. Okręt pozbawiony jest silnego systemu obrony przed środkami napadu powietrznego. Bezpośrednią obronę przed atakiem powietrznym zapewniać mają przenośne wyrzutnie pocisków bliskiego zasięgu Grom.
Początkowo zakładano wyposażenie Kormorana w armatę kalibru 35 mm Tryton, jednak opóźnienia, które się pojawiły w programie Tryton ostatecznie spowodowały, że zdecydowano się na zamontowanie armaty Wróbel II. Obecnie ORP Kormoran oczekuje na decyzję dotyczącą wymiany armaty Wróbel II na OSU 35K.

## Służba
Wejście do służby operacyjnej w Marynarce Wojennej nastąpiło 28  listopada 2017 roku z numerem burtowym 601, w składzie 13. Dywizjonu Trałowców im. admirała floty Andrzeja Karwety w 8 Flotylli Obrony Wybrzeża.
16 czerwca 2020 okręt wraz z niszczycielem min ORP Flaming brał udział w neutralizacji miny morskiej typu GC odnalezionej w pobliżu Portu Gdynia. 
W październiku 2020 roku ORP „Kormoran” podczas badań eksploatacyjno-wojskowych na Morzu Północnym, wziął udział w swoich pierwszych międzynarodowych ćwiczeniach z zespołem przeciwminowym Standing NATO Mine Countermeasures Group 1 (Stały Zespół Sił Obrony Przeciwminowej NATO). 
4 sierpnia 2021 roku niszczyciel min uczestniczył we wspólnych manewrach typu passex z fregatą pakistańskiej marynarki wojennej PNS „Zulfiqar” typu F-22P. Manewry odbyły się na wodach Bałtyku. 
W dniach 9–20 maja 2022 roku ORP „Kormoran” po raz pierwszy wziął udział w międzynarodowej operacji przeciwminowej z serii Open Spirit na wodach Litwy, mającej na celu oczyszczanie Bałtyku z min morskich i innych niebezpiecznych pozostałości po obu wojnach światowych.

## Dowódcy
- 2017 – kmdr ppor. Michał Dziugan[20],
- 2022 – kmdr ppor. Kacper Sterne[19].